# Rio Buzăianu
O Rio Buzăianu é um rio da Romênia afluente do Rio Şipotele, localizado no distrito de Prahova.